# Димарська сільська рада
| Димарська сільська рада — орган місцевого самоврядування у Іванківському районі Київської області з адміністративним центром у с. Рудня-Левківська. Водоймища на території, підпорядкованій даній раді: річка Вересня. 24 листопада 2009 року центр сільськоїр ади було перенесено з Димарки у Рудню-Левківську. Сільській раді підпорядковані населені пункти: - с. Рудня-Левківська - с. Димарка - с. Старий Міст - с. Шевченкове |

## Склад ради
Рада складається з 12 депутатів та голови.

### Керівний склад ради
| ПІБ                     | Основні відомості                                                                  | Дата обрання | Дата звільнення |
| ----------------------- | ---------------------------------------------------------------------------------- | ------------ | --------------- |
| Линник Алла Андріївна   | Сільський голова, 1970 року народження, освіта, член Соціалістичної партії України | 26.03.2006   | 31.10.2010      |
| Слиш Ярослав Михайлович | Сільський голова, 1963 року народження, освіта вища, безпартійний                  | 31.10.2010   |                 |

Примітка: таблиця складена за даними джерела